# نادي مولودية آسا
 مولودية آسا  هو نادٍ رياضي مغربي. يمارس في دوري الدرجة الثالتة المغربي من مدينة آسا، تأسس سنة 2006.